# Medalha de Ouro Yuri Gagarin

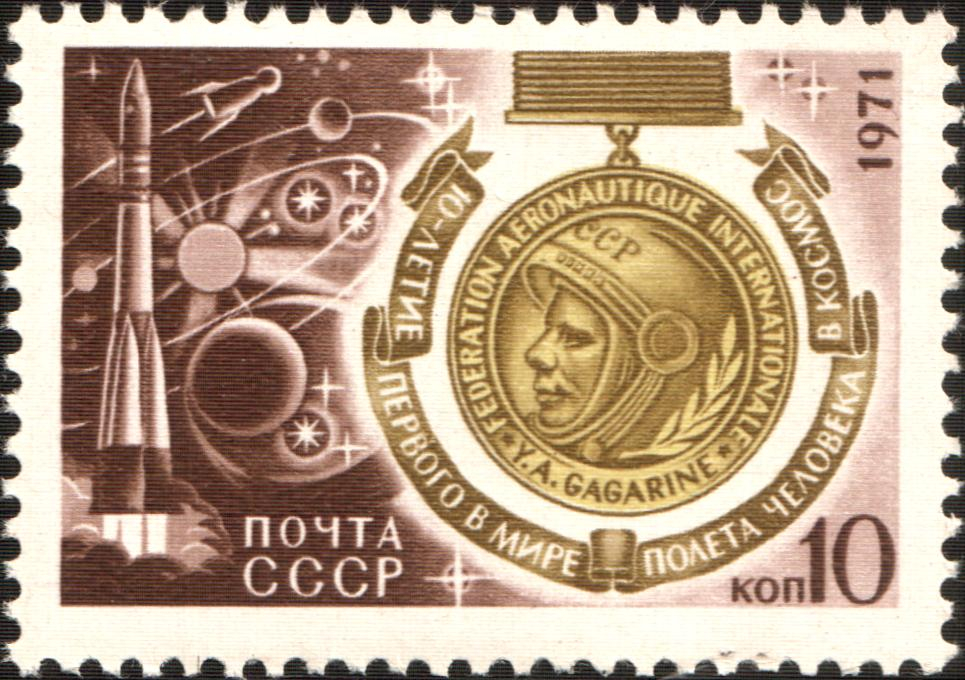
Estampa comemorativa de 1971 da USSR mostrando a Medalha de Ouro Yuri Gagarin criada pela FAI

Medalha de Ouro Yuri Gagarin é um condecoração concedida pela Federação Aeronáutica Internacional (Fédération Aéronautique Internationale).
A medalha foi criada em 1968, em homenagem ao cosmonauta soviético Yuri Gagarin, o primeiro homem a ir ao espaço, e que morreu em março daquele ano num acidente aéreo na União Soviética. Outorgada anualmente, ela é concedida a astronautas e cosmonautas que no ano anteiror tenham realizado grandes feitos pela conquista humana do espaço.
Menos de cem pessoas foram agraciadas com esta honraria através dos anos, entre elas os norte-americanos Alan Bean, John Young, Shannon Lucid, Robert Gibson, o suiço Claude Nicollier, os soviéticos e russos Yuri Romanenko, Yuri Malenchenko, Andrian Nikolayev e Aleksandr Volkov.
O cosmonauta brasileiro Marcos Pontes é o único latino-americano a ter recebido a medalha, por sua participação na missão Soyuz TMA-8 e como participante da Expedição 13 à Estação Espacial Internacional, em 2006.